# Karel Kohlík
Karel Kohlík (20. března 1928 Olomouc – 2. polovina srpna 2015 Brno) byl český fotbalový obránce a trenér.

## Fotbalová kariéra
Olomoucký rodák a odchovanec tamějšího klubu „ASO“ hrál v československé lize za Zbrojovku/Spartak ZJŠ Brno (1949, 1962–1966) a Rudou hvězdu Brno (1957–1961) celkem ve 178 utkáních, v nichž dal 1 gól. Vyhrál Československý pohár v sezoně 1959/60. V evropských pohárech nastoupil v 17 utkáních. Po sloučení Rudé hvězdy se Zbrojovkou se stal v polovině šedesátých let společně s Karlem Komárkem vůdčí postavou týmu.

## Ligová bilance
| Ročník                                     | Zápasy | Góly | Klub             |
| ------------------------------------------ | ------ | ---- | ---------------- |
| Celostátní československé mistrovství 1949 | 7      | 0    | Zbrojovka Brno   |
| 1. československá fotbalová liga 1957/58   | 28     | 0    | Rudá Hvězda Brno |
| 1. československá fotbalová liga 1958/59   | 24     | 0    | Rudá Hvězda Brno |
| 1. československá fotbalová liga 1959/60   | 23     | 0    | Rudá Hvězda Brno |
| 1. československá fotbalová liga 1960/61   | 17     | 1    | Rudá Hvězda Brno |
| 1. československá fotbalová liga 1962/63   | 22     | 0    | Spartak ZJŠ Brno |
| 1. československá fotbalová liga 1963/64   | 18     | 0    | Spartak ZJŠ Brno |
| 1. československá fotbalová liga 1964/65   | 13     | 0    | Spartak ZJŠ Brno |
| 1. československá fotbalová liga 1965/66   | 17     | 0    | Spartak ZJŠ Brno |
| 1. československá fotbalová liga 1966/67   | 9      | 0    | Spartak ZJŠ Brno |
| LIGA CELKEM                                | 178    | 1    |                  |